# 绍宗 (阿尔代什省)
绍宗（法語：Chauzon，法語發音：[ʃozɔ̃]）是法国阿尔代什省的一个市镇，属于拉让蒂耶尔区。

## 地理
绍宗（44°29'7"N, 4°21'37"E）面积10.68 平方千米，位于法国奥弗涅-罗讷-阿尔卑斯大区阿尔代什省，该省份为法国东南部内陆省份，北起顺时针与卢瓦尔省、伊泽尔省、德龙省、沃克吕兹省、加尔省、洛泽尔省和上盧瓦爾省接壤。
与绍宗接壤的市镇（或旧市镇、城区）包括：巴拉聚克、拉博姆、蒙雷阿勒、普拉东、吕翁斯、于泽尔。

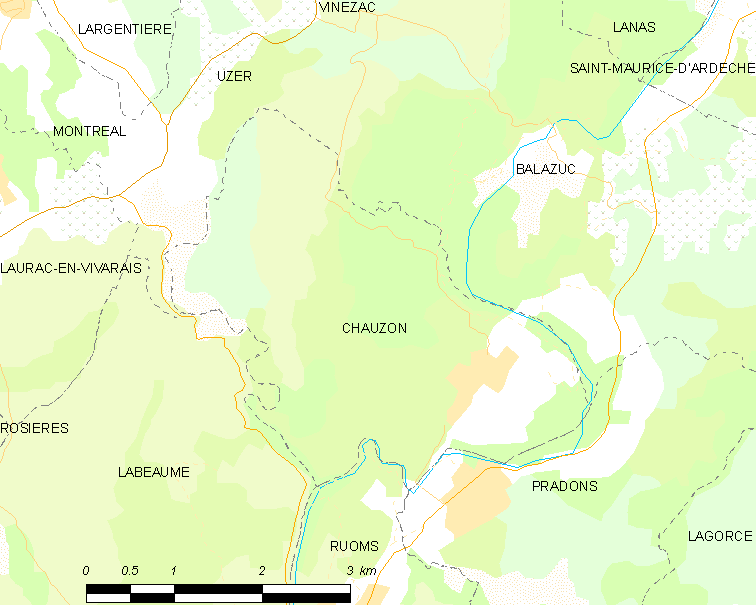
的OSM定位图

绍宗的时区为UTC+01:00、UTC+02:00（夏令时）。

## 行政
绍宗的邮政编码为07120，INSEE市镇编码为07061。

## 政治
绍宗所属的省级选区为瓦隆蓬达尔克县。

## 人口

1962-2008年间人口变化图示

绍宗于2022年1月1日时的人口数量为429人。